# سای‌تل
سای‌تل (انگلیسی: Cytel) شرکت داروسازی آمریکایی است، که در سال ۱۹۸۷ تأسیس شد.